# 籃籃
籃籃（らんらん、1996年〈民国85年〉7月16日 -）は台湾（中華民国）出身のチアリーダー、タレントである。本名は籃 靖玟（らん せいぶん、ウェード式：Lan Ching-Wen）で、現在チアリーディングチーム楽天ガールズのリーダーである。2025年から応援団推進隊長に就任している。

## 脚註
1. ↑  “中職／籃靖玟表演獲高評價　如願進啦啦隊：盼家人以我為榮” (中国語). 三立新聞網. (2017年2月25日).  オリジナルの2017年2月26日時点におけるアーカイブ。 2020年1月27日閲覧。
2. ↑  “曾參與電影演出　籃靖玟如進Lamigirls要克服交通問題” (中国語). ETtoday新聞雲. (2017年2月5日).  オリジナルの2020年1月27日時点におけるアーカイブ。 2020年1月27日閲覧。
3. ↑  「楽天モンキーズと巨人のチアが交流　楽天ガールズのリーダー藍藍さん「素晴らしいダンスを見せられた」と笑顔」『』日テレニュース、2024年3月3日。2024年3月3日閲覧。